# Mohammad Taqi Behjat Foumani
Mohammad Taqi Behjat Foumani (persiska: محمد تقی بهجت فومنی), född 1915 i Fuman, Persien, död 2009 i Qom, var en iransk marja', framstående lärd och mystiker och var känd för sin fromhet. Vid 14 års ålder flyttade han till Karbala för att studera religion. Fyra år senare flyttade han till Najaf för att studera i hawza och hos stora lärda ayatollor. Där studerade han bland annat fiqh och Avicennas och Mulla Sadras filosofiska texter. 15 år senare återvände han till Iran och bosatte sig i Qom. Han undervisade den högsta nivån av fiqh i 50 år hemifrån för att undvika publicitet. Hawza i Qom pausade undervisningen i två dagar då den 96-årige Behjat, som var en av Irans mest respekterade shiitiska lärda, avled.